# به سوی خانه: سفر باورنکردنی
به سوی خانه: سفر باورنکردنی (به انگلیسی: Homeward Bound: The Incredible Journey) فیلمی محصول سال ۱۹۹۳ و به کارگردانی دووین دونام است. در این فیلم بازیگرانی همچون رابرت هیز، کیم گرایست، کوین چولا، ورونیکا لارن، بنجی تال، مایکل جی. فاکس، دان آمچی، سالی فیلد، ویلیام ادوارد فیپز، جین اسمارت و کارول اسپینی ایفای نقش کرده‌اند.
دنباله این فیلم به سوی خانه ۲: گمشده در سان فرانسیسکو است.